# Giro del Trentino 1988
Il Giro del Trentino 1988, dodicesima edizione della corsa, si svolse dal 4 al 6 maggio su un percorso di 596 km ripartiti in 3 tappe, con partenza a Torbole sul Garda e arrivo a Riva del Garda. Fu vinto dallo svizzero Urs Zimmermann della Carrera-Vagabond davanti al suo connazionale Tony Rominger e all'austriaco Helmut Wechselberger.

## Tappe
| Tappa  | Data     | Percorso                  | km    | Vincitore di tappa | Leader cl. generale |
| ------ | -------- | ------------------------- | ----- | ------------------ | ------------------- |
| 1ª     | 4 maggio | Torbole sul Garda > Arco  | 196   | Urs Zimmermann     | Urs Zimmermann      |
| 2ª     | 5 maggio | Arco > Bellamonte         | 183,5 | Tony Rominger      | Urs Zimmermann      |
| 3ª     | 6 maggio | Predazzo > Riva del Garda | 216,4 | Roberto Gaggioli   | Urs Zimmermann      |
| Totale | Totale   | Totale                    | 596   |                    |                     |

## Dettagli delle tappe

### 1ª tappa
- 4 maggio: Torbole sul Garda > Arco – 196 km

| Pos. | Corridore      | Squadra      | Tempo    |
| ---- | -------------- | ------------ | -------- |
| 1    | Urs Zimmermann | Carrera      | 5h10'22" |
| 2    | Walter Magnago | Carrera      | a 54"    |
| 3    | Tony Rominger  | Chateau d'Ax | s.t.     |

| Pos. | Corridore      | Squadra | Tempo |
| ---- | -------------- | ------- | ----- |
| 1    | Urs Zimmermann | Carrera |       |

### 2ª tappa
- 5 maggio: Arco > Bellamonte – 183,5 km

| Pos. | Corridore            | Squadra      | Tempo    |
| ---- | -------------------- | ------------ | -------- |
| 1    | Tony Rominger        | Chateau d'Ax | 5h01'03" |
| 2    | Helmut Wechselberger | Malvor-Sidi  | a 31"    |
| 3    | Gianni Bugno         | Chateau d'Ax | a 34"    |

| Pos. | Corridore      | Squadra | Tempo |
| ---- | -------------- | ------- | ----- |
| 1    | Urs Zimmermann | Carrera |       |

### 3ª tappa
- 6 maggio: Predazzo > Riva del Garda – 216,4 km

| Pos. | Corridore        | Squadra    | Tempo    |
| ---- | ---------------- | ---------- | -------- |
| 1    | Roberto Gaggioli | Pepsi Cola | 5h30'03" |
| 2    | Alessio Di Basco | Fanini-7UP | s.t.     |
| 3    | Davis Phinney    | 7          | s.t.     |

| Pos. | Corridore            | Squadra      | Tempo     |
| ---- | -------------------- | ------------ | --------- |
| 1    | Urs Zimmermann       | Carrera      | 15h42'02" |
| 2    | Tony Rominger        | Chateau d'Ax | a 7"      |
| 3    | Helmut Wechselberger | Malvor-Sidi  | a 46"     |

## Classifiche finali

### Classifica generale
| Pos. | Corridore                | Squadra                        | Tempo     |
| ---- | ------------------------ | ------------------------------ | --------- |
| 1    | Urs Zimmermann           | Carrera-Vagabond               | 15h42'02" |
| 2    | Tony Rominger            | Chateau d'Ax                   | a 7"      |
| 3    | Helmut Wechselberger     | Malvor-Sidi                    | a 46"     |
| 4    | Gianbattista Baronchelli | Pepsi Cola-Fanini-FNT          | a 51"     |
| 5    | Maurizio Vandelli        | Atala-Ofmega                   | a 53"     |
| 6    | Marco Giovannetti        | Gis Gelati-Ecoflam-Jollyscarpe | a 54"     |
| 7    | Roberto Conti            | Selca-Ciclolinea-Conti         | a 1'07"   |
| 8    | Stefano Tomasini         | Fanini-7UP                     | a 1'26"   |
| 9    | Silvano Contini          | Malvor-Sidi                    | s.t.      |
| 10   | Gianni Bugno             | Chateau d'Ax                   | a 1'27"   |